# مت دربی‌شر
مت دربی‌شر (انگلیسی: Matt Derbyshire؛ زادهٔ ۱۴ آوریل ۱۹۸۶) یک بازیکن فوتبال اهل بریتانیا است.